# Tetov
Tetov (in tedesco Tettau) è un comune della Repubblica Ceca facente parte del distretto di Pardubice, nella regione omonima.